# Museo Eli Whitney
Il Museo Eli Whitney (Eli Whitney Museum), situato a Hamden (Connecticut), è incentrato sui progetti e invenzioni di Eli Whitney e Alfred Carlton Gilbert, con particolare attenzione all'interattività.
È stato fondato nel 1979. Il suo attuale (febbraio 2009) direttore è William Brown.

Il luogo dove si trova il museo è considerato di importanza storica nazionale (historic site): qui Eli Whitney iniziò la rivoluzione industriale statunitense.

## Storia
L'edificio del museo era in origine la fabbrica di armi di Ely Whitney, costruita per produrre moschetti su un terreno che egli acquistò il 17 settembre 1798.

La fabbrica prendeva l'energia per le macchine dal fiume Mill River e produceva queste armi per il Governo federale degli Stati Uniti.
Eli Whitney il 14 giugno 1798 ottenne un contratto per produrre 10 000 moschetti da consegnare entro 28 mesi al prezzo di 134 000 $; in realtà la completa consegna avvenne in dieci anni.

Quando Whitney firmò il contratto non aveva fabbrica, operai ed esperienza per costruire queste armi.
In una lettera al Segretario al Tesoro degli Stati Uniti Oliver Wolcott Jr., un amico e compagno di laurea all'Università di Yale, Whitney scriveva:
«Sono convinto che le macchine mosse dall'acqua adattate a questo tipo di lavorazioni diminuirebbero notevolmente il lavoro manuale e faciliterebbero la realizzazione di questi prodotti. Macchine per forgiare, laminare, movimentare, alesare, smerigliare, ecc. potrebbero essere usate con profitto... » (13 maggio, 1798).
La fabbrica di Whitney era all'avanguardia nella rivoluzione industriale statunitense con l'uso di macchine che prendevano la forza motrice da mulini ad acqua e fu tra i primi nell'uso di molte parti meccaniche standardizzate e intercambiabili.

## Attività del museo

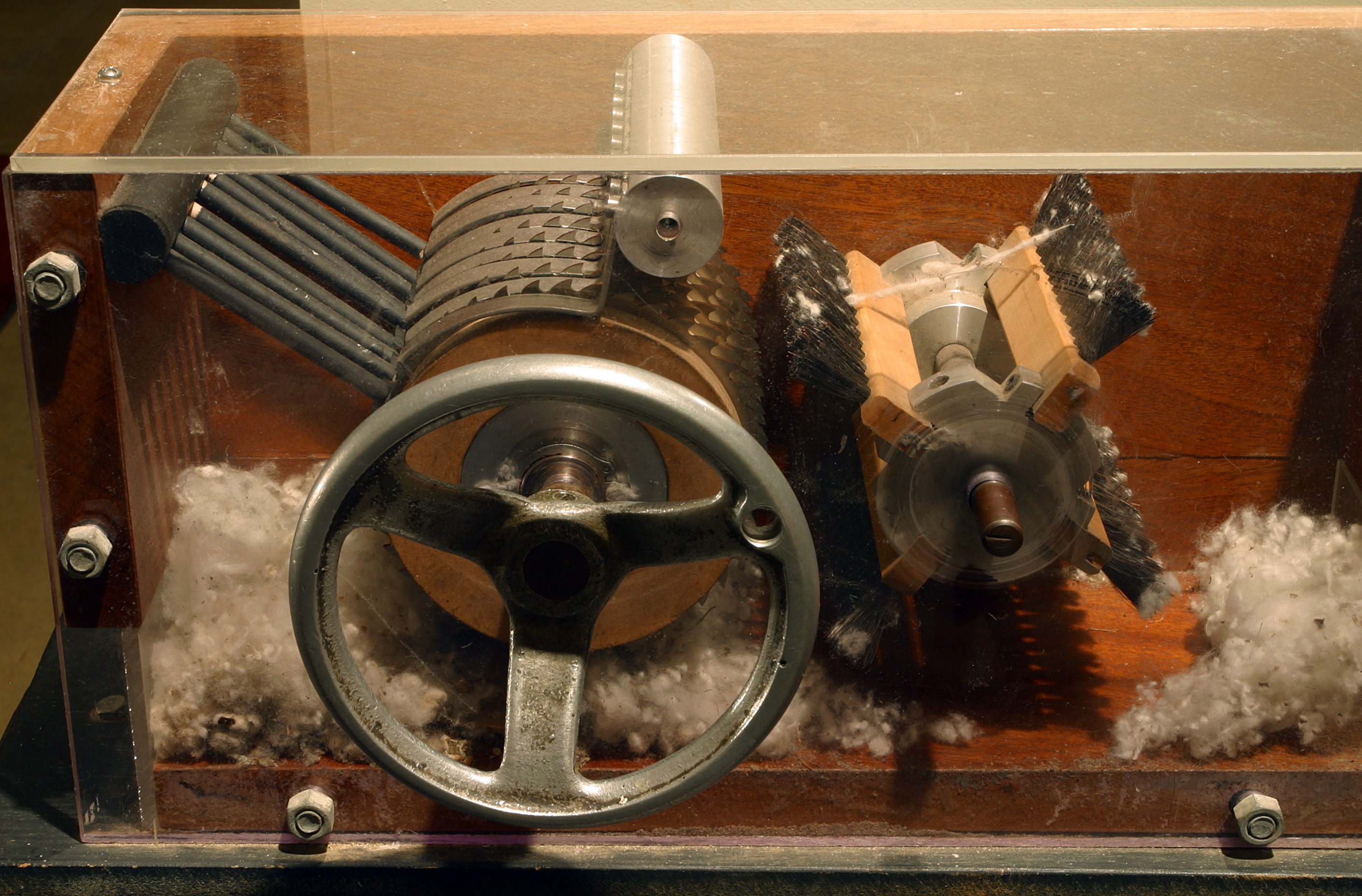
La sgranatrice di cotone di Eli Whitney esposta al museo

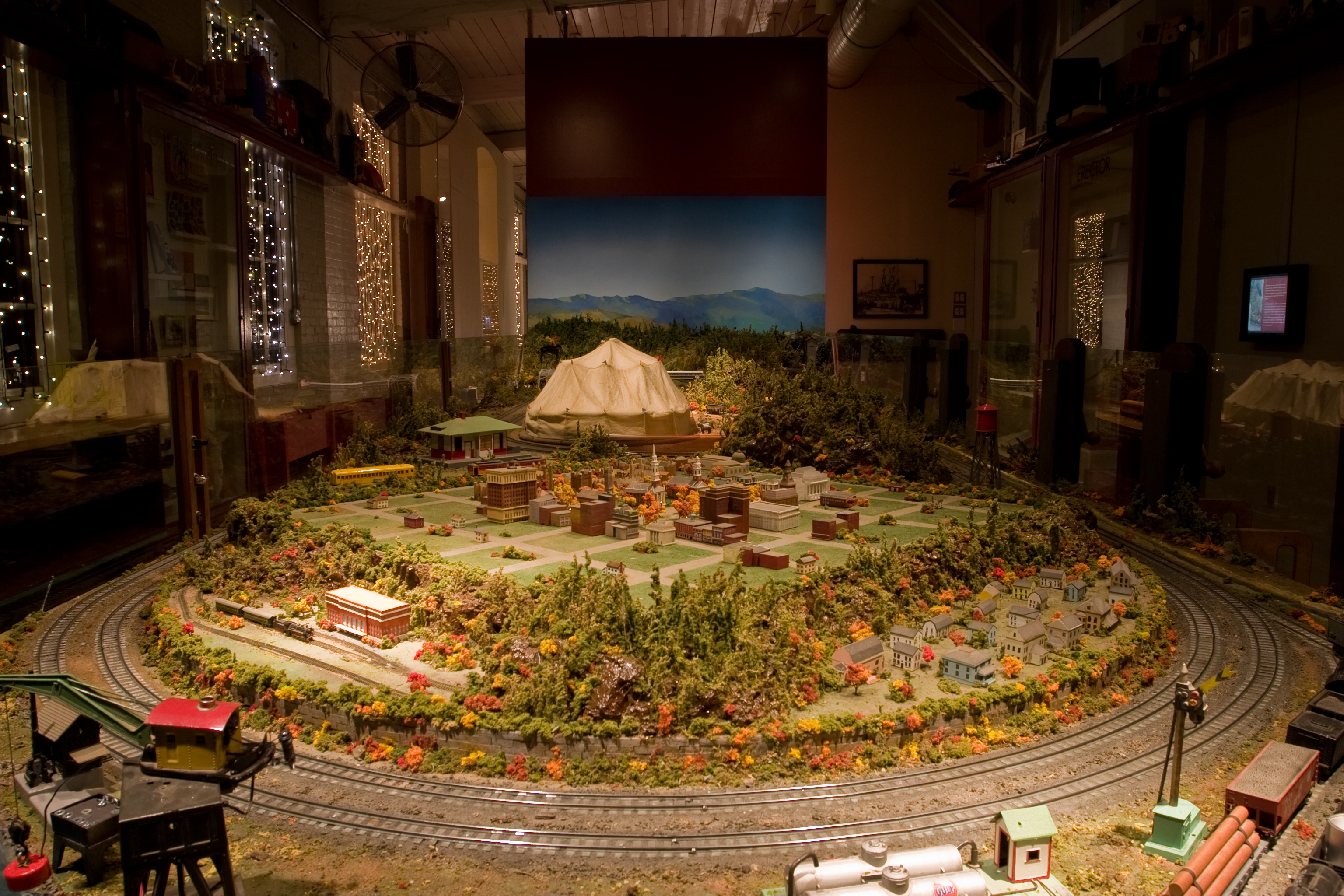
Un'esposizione ben nota è il plastico di trenini elettrici realizzato annualmente per le vacanze scolastiche.
I trenini della New Haven's A. C. Gilbert Company (il marchio della impresa creata da Alfred Carlton Gilbert) dopo cinquanta anni funzionano ancora magnificamente.

Il museo espone ideazioni di Whitney e la sua più nota invenzione, la sgranatrice di cotone.
Altre esposizioni riguardano il sito storico e Alfred Carlton Gilbert, inventore e realizzatore di giochi, noto in particolare per l'invenzione dell'Erector Set, in italiano noto come meccano (il termine meccano si riferisce all'analogo gioco della "Meccano Ltd").
I workshop sono un laboratorio sperimentale per la progettazione e specializzato nel progetto di costruzioni per bambini mescolando scienza e fantasia.

Il museo predispone programmi estivi e organizza feste di compleanno.

## Nelle vicinanze
Il museo si trova vicino a un bacino idrico (Lake Whitney) e a un sentiero di montagna.

C'è anche una ricostruzione del ponte coperto con una travatura reticolare all'avanguardia di Ithiel Town.